# Nevo bianco spugnoso
Il nevo bianco spugnoso è una rara genodermatosi presente dalla nascita.
Si presenta come una placca bianca vellutata sulla mucosa vestibolare di entrambi i lati; la lesione si estende spesso alla lingua, al pavimento e alla mucosa oro-faringea e genitale.
Non viene applicata alcuna terapia poiché la lesione è benigna.